# S/S Vetäjä V
S/S Vetäjä V är en finländsk ångdriven bogserbåt som är museifartyg vid Forum Marinum i Åbo.
Fartyget byggdes år 1891 som passagerarfartyg med plats för 80 passagerare på Tehtaat Lehtoniemi & Taipale Fabriker i Jorois åt Pielisjärven Höyryvenhe Oy i Joensuu. Hon var försedd med en vedeldad ångmaskin och fick namnet Ilmari.
År 1903 övertogs hon av Otto W. Lucander i Viborg som lät bygga om henne till bogserbåt. Efter flera ägarbyten hamnade hon år 1925 i Åbo. Den nya ägaren trävaruföretaget Oy Vienti-Export Ltd döpte om henne till Vienti och år 1928 byggdes  ångpannan om till koleldning.
Bogserbåten köptes av Åbo stad och fick sitt nuvarande namn år 1954. Ångmaskinen byggdes om till oljeeldning år 1965. Skorstenen kapades med två meter och styrhytten moderniserades.
Vetäjä V användes som hamnbogserare till år 1983 varefter hon lades upp.
År 1993 bildades en stödförening som lät renovera fartyget och år 2006 förtöjdes hon på sin nuvarande plats i Aura å framför Forum Marinum. Hon är fullt funktionsduglig och framförs av personal från stödföreningen.